# Pschent

Pschent

Pschent (stgr. ψχέντ pschent, egip. pa-sechemty – „dwie potężne”) – podwójna korona władców starożytnego Egiptu, czyli obydwu jego części – Górnego i Dolnego Egiptu. 

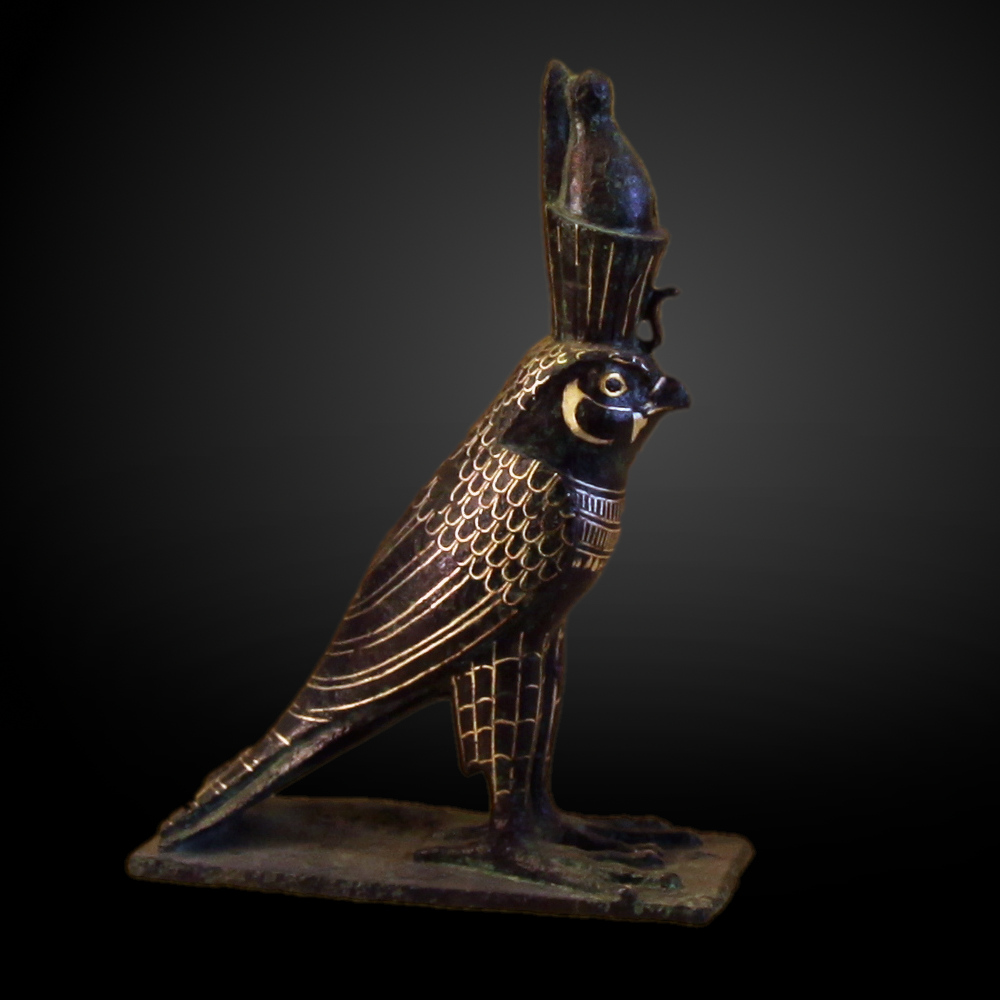
Pschent na głowie króla-boga Horusa

Powstała z połączenia białej tiary, wysokiej korony Górnego Egiptu (hedżet)  z czerwonym czepcem, niską koroną Dolnego Egiptu (deszeret). Z przodu, jako znak boskiej ochrony, zdobił ją wizerunek świętej kobry (łac. ureusz), symbolizującej boginię Uadżet (Uto), czczoną w Dolnym Egipcie, oraz wizerunek sępa – symbol górnoegipskiej bogini Nechbet. 
Obecność tej symboliki na koronie miała wyrażać opiekę bóstw z obu królestw nad „władcą Obu Krajów”. Podwójna korona stanowiła także wizualny symbol zjednoczenia całego Egiptu pod władzą faraona i była widocznym znakiem podległości obu egipskich królestw jednemu panującemu.